# Paulo Portas
Pour les articles homonymes, voir Portas.
Paulo Sacadura Cabral Portas, né à Lisbonne le 12 septembre 1962, est un homme politique portugais, président du Parti populaire (CDS/PP).

## Études et vie professionnelle
Il est licencié en droit de l'université catholique portugaise (UCP) et a longtemps exercé le métier de journaliste. Ainsi, il est à quinze ans stagiaire à la rédaction de O Tempo, avant de devenir rédacteur pour les journaux A Tarde et Semanário.
En 1988, il participe à la fondation de l'hebdomadaire O Independente, un journal très critique envers la classe politique et plus particulièrement le Premier ministre Aníbal Cavaco Silva. Il en est d'abord directeur adjoint, puis directeur, avant de démissionner en 1995 pour entrer dans la vie politique.
Par ailleurs, il a enseigné l'histoire des idées politiques et fondé le centre de sondages de l'Université moderne de Lisbonne.

## Activité politique

### Adhérent du PSD
Paulo Portas a tout d'abord fait partie des Jeunesse sociales-démocrates (JSD), à partir de 1975, avant de devenir adhérent du Parti social-démocrate (PSD) en 1979. Toutefois, il abandonne les deux formations en 1982.

### L'entrée au CDS
Le 1er octobre 1995, il se présente aux élections législatives dans le district d'Aveiro sur la liste du Centre démocratique et social (CDS), et est élu à l'Assemblée de la République. À peine deux ans plus tard, il est élu à l'assemblée municipale d'Oliveira de Azeméis à l'occasion d'élections locales dont le mauvais résultat du CDS pousse son leader à la démission.

### Président du parti et transformation
Paulo Portas se porte candidat à sa succession, et est élu président du parti. Il révise son orientation politique, dans un sens plus conservateur, et change son nom en Parti populaire, avec le sigle CDS-PP. En 1999, il est élu député au Parlement européen mais n'y siège pas, ayant été désigné président du groupe parlementaire du CDS-PP, poste qu'il abandonne en 2001. Cette même année, il se présente à la mairie de Lisbonne. Il subit un échec mais est tout de même élu au sein de l'exécutif municipal.

### Ministre de la Défense nationale

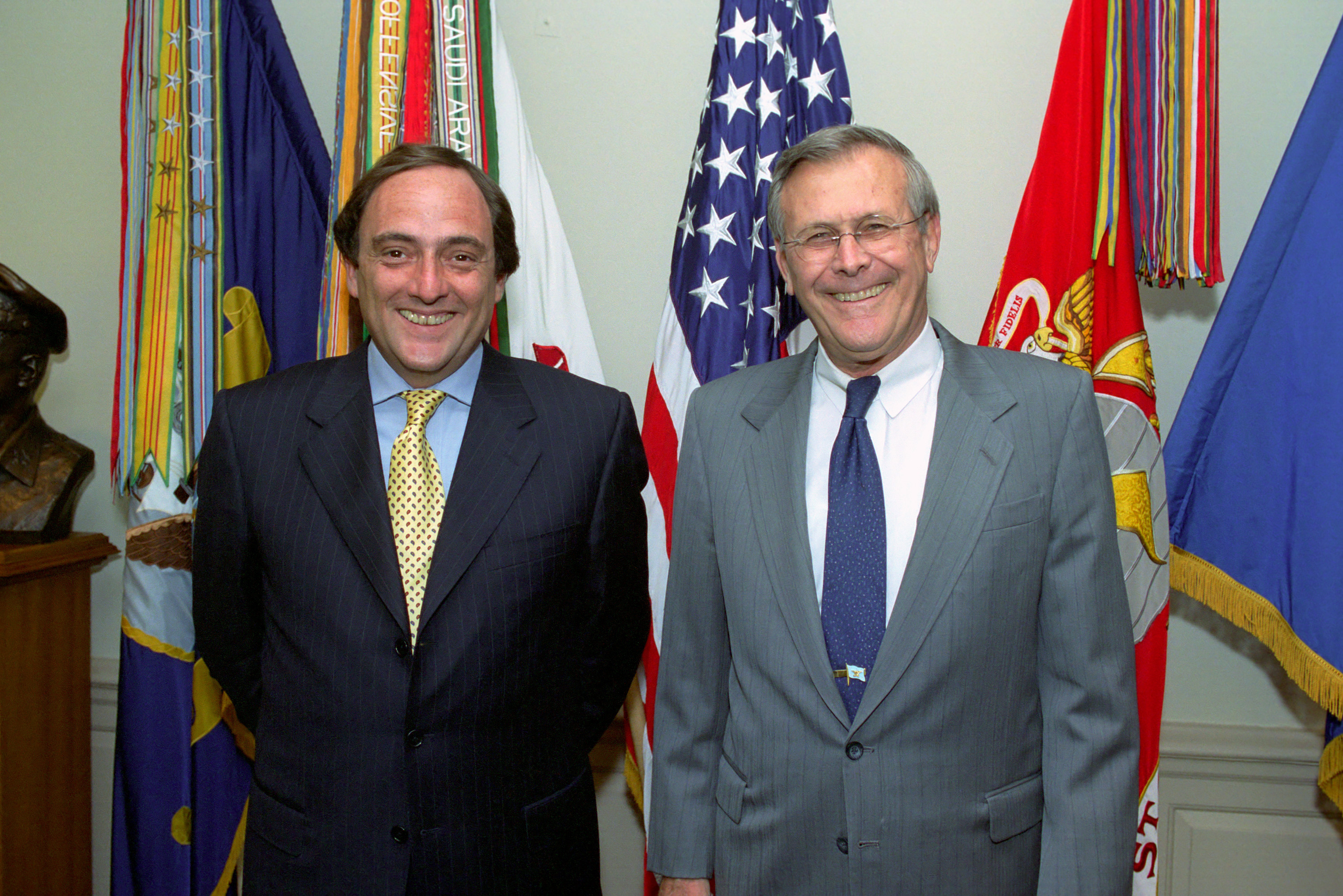
Paulo Portas et le secrétaire à la Défense des États-Unis, Donald Rumsfeld, en 2002.

Le 8 avril 2002, Paulo Portas est nommé ministre d'État, ministre de la Défense nationale dans le gouvernement de coalition entre le PSD et le CDS-PP formé par le Premier ministre José Manuel Durão Barroso. Il est confirmé dans ses fonctions, comme ministre d'État, ministre de la Défense nationale et des Affaires maritimes, lors de la formation du XVIe gouvernement constitutionnel par le maire de Lisbonne, Pedro Santana Lopes, le 21 juillet 2004, à la suite de la démission de Barroso, nommé président de la Commission européenne.

### Retrait de la politique
Toutefois, il est contraint de quitter son ministère le 14 mars 2005, à la suite de la victoire du Parti socialiste (PS) aux élections législatives du 20 février. N'ayant remporté aucun des objectifs qu'il s'était fixé, notamment rester la troisième force politique du pays et empêcher une majorité absolue socialiste, Paulo Portas démissionne de la présidence du CDS-PP. Il est alors remplacé par José Ribeiro e Castro et devient analyste politique sur la chaîne SIC Notícias.

### De nouveau président du CDS/PP
En 2007, il décide de se représenter à la présidence du CDS-PP, et s'impose avec 75 % des voix contre le leader sortant du parti. Candidat aux élections législatives du 27 septembre 2009, il est réélu député du district d'Aveiro alors que son parti remporte 21 sièges sur les 230 que compte l'Assemblée de la République.
À la suite des élections législatives anticipées du 5 juin 2011, remportées par le centre-droit, il est nommé ministre d'État, ministre des Affaires étrangères, dans la coalition du social-démocrate Pedro Passos Coelho.

### Vice-Premier ministre du Portugal
Le 2 juillet 2013, contestant la nomination de Maria Luís Albuquerque au ministère des Finances, celle-ci remplaçant Vítor Gaspar démissionnaire la veille, Portas remet lui-même sa démission « irrévocable » au Premier ministre. Ce dernier la refuse ; puis, après des consultations entre les partenaires de coalition, un accord est conclu entre les deux hommes, Portas ayant annoncé qu'il renonce finalement à quitter le gouvernement. Lors de l'important remaniement ministériel qui suit cette crise, le 24 juillet, il est promu Vice-Premier ministre et abandonne la direction de la diplomatie.